# Латобики
Латобики (грч. Λατοβικοι) или Латобици (лат. Latobici) били су келтско племе које је насељавало простор данашње Словеније, а које помиње и Птоломеј. У римско доба, њихови градови били су Латобикорум (Latobicorum), модерно Требње и касније Невиодунум (Neviodunum), модерно Дрново.